# Від зарплати до зарплати
«Від зарплати до зарплати» — радянський художній фільм 1986 року, знятий на кіностудії «Мосфільм» режисером Аїдою Манасаровою.

## Сюжет
На взуттєвому підприємстві обласного міста, де випускається непотрібна продукція, керівництво нарешті приходить до висновку, що пора переходити на нові технології і робити нормальне людське взуття…

## У ролях
- Андрій М'ягков — Микола Михайлович Павлищев, директор взуттєвої фабрики
- Олег Єфремов — Володимир Іванович Єфімов, економіст, керуючий банку
- Анастасія Вознесенська — Олександра Іванівна Баженова, секретар парткому
- Володимир Воробйов — Сергій Васильович Юрченко, заступник директора
- В'ячеслав Єзепов — Павло Єгорович Гращенков, голова комісії
- Вадим Захарченко — Андріанов, головний бухгалтер фабрики
- Галина Польських — Галина Іванівна Лук'янова
- Нонна Мордюкова — Ольга Іванівна Плісова, бригадир 3-го цеху
- Борис Бітюков — Петро Грубін, фабричний майстер
- Семен Фарада — Цирін, член комісії
- Паул Буткевич — Будашкин, член комісії
- Сергій Никоненко — Губкін, член радянської делегації в Празі
- Галікс Колчицький — Євген Андрійович Ольминський, член комісії
- Ніна Агапова — епізод
- Ерванд Арзуманян — співробітник фабрики
- Віра Бурлакова — Марія Павлівна, працівниця, яка вимагає зарплату
- Зоя Василькова — завідуюча кореспонденцією
- Микола Гагарін — епізод
- Ірина Горохова — комсорг
- Ібрагім Баргі — Вітас Янович
- Євген Дегтяренко — Сергій Фадєєв, працівник, який зібрався звільнятися
- Олександр Демиденко — епізод
- В. Денисов — епізод
- Петро Колбасін — Гера, фабричний художник
- Микола Корноухов — Єхімко, вахтер-пенсіонер, колишній начальник охорони
- Володимир Кравченко — Фазанов
- Таїсія Литвиненко — Надія Павлівна, секретар
- Маргарита Меріно — Зоя Сергіївна, помічниця Єфімова
- Микола Тагін — співробітник фабрики
- Валентин Тюрін — Куликов, колишній парторг
- М. Четвергов — епізод
- Олександра Харитонова — Хомякова, робітниця
- Світлана Швайко — працівниця
- Віктор Шульгін — Анатолій Іванович, член обкому
- Михайло Широков — Борис Віталійович, член комісії
- А. Земплінерова — епізод
- Р. Купсова — епізод
- Віктор Раков — Петраков, фабричний майстер, учень Петра Грубіна
- Любов Калюжна — охоронниця
- Станіслав Міхін — Книш, колишній співробітник фабрики
- Михайло Кислов — художник
- Галина Самохіна — співробітниця фабрики

## Знімальна група
- Режисер — Аїда Манасарова
- Сценаристи — Віктор Бєлкін, Віктор Івантер, Анатолій Соснін
- Оператор — Генрі Абрамян
- Композитор — Костянтин Баташов
- Художник — Наталія Мєшкова